# Foreste decidue della pianura della Cina nord-orientale
Le foreste decidue della pianura della Cina nord-orientale sono una ecoregione terrestre della ecozona paleartica appartenente al bioma delle foreste di latifoglie e foreste miste temperate (codice ecoregione: PA0430). Le vaste pianure interne della Cina nord-orientale sono cinte da catene montuose poco elevate sulle quali crescono foreste di latifoglie e conifere. Questa regione, chiamata anche Manciuria, è posta ad una latitudine (tra i 41 e i 47 gradi nord) grosso modo equivalente a quella degli Stati Uniti nord-orientali. Essa è caratterizzata da inverni freddi ed estati calde ed è una delle tre zone della Cina che ospitano vaste foreste vergini, specialmente sulle regioni collinari. Nonostante la pianura della Cina nord-orientale sia stata in gran parte convertita all'agricoltura, nella sua conca alluvionale si trova la zona umida più estesa della Cina, che fornisce un sito di nidificazione per molte specie di uccelli, compresa la gru della Manciuria (Grus japonensis), in pericolo di estinzione.

## Territorio
La pianura della Cina nord-orientale è una conca alluvionale pianeggiante che si estende a nord dell'estremità settentrionale della baia di Bohai e costituisce il bacino idrografico del fiume Liao. Nella parte superiore del corso del Liao, le pianure si estendono attraverso una distesa che divide questo fiume dal Songhua, per poi seguire questo fiume fino alla sua confluenza con l'Heilongjiang (Amur), che scorre attraverso l'Estremo Oriente russo per gettarsi nel Pacifico nel mare di Okhotsk. La vegetazione spontanea di questa pianura è costituita da una foresta di latifoglie decidue con prevalenza di querce o di un misto di specie di latifoglie. Molte zone sono piuttosto aride, mentre altre sono soggette ad alluvioni stagionali, pertanto è probabile che originariamente si trovasse qui un mosaico di foreste, praterie e praterie alluvionali (paludi), dove le foreste vere e proprie si trovavano solamente nelle zone umide ma ben drenate. A circa 47 gradi nord di latitudine, la foresta di latifoglie decidue cede man mano il passo ad una formazione mista di latifoglie e conifere boreali, che segna il limite settentrionale di questa ecoregione. Oggi la foresta è stata distrutta e la pianura viene intensamente coltivata.

## Flora
Nella parte meridionale della pianura, vicino alla baia di Bohai, la vegetazione è costituita da una foresta di latifoglie decidue formata da querce (Quercus wutaishanica, Q. mongolica). Sulle basse colline circostanti si sviluppano boschetti misti di latifoglie di aceri (Acer spp.), tigli (Tilia amurensis), olmi (Ulmus davidiana) e frassini (Fraxinus mandshurica). In alcuni punti della pianura crescono anche boschetti di pino rosso cinese (Pinus tabuliformis), ma la foresta decidua è di gran lunga prevalente. Oggi, la pianura del Liao è intensamente coltivata e rimangono pertanto ben poche tracce del manto forestale originario. In certe zone si trova una boscaglia semi-selvatica dove la quercia a foglie appuntite (Quercus acutissima) è la specie dominante.
Verso nord, la pianura si restringe tra i monti Changbai a est e le praterie a ovest. Qui, la quercia della Mongolia (Quercus mongolica) è ancora una specie prevalente, assieme alla betulla della Dauria (Betula dahurica) e agli arbusti di Lespedeza bicolor e di nocciolo (Corylus heterophylla). Le foreste decidue continuano a prevalere nelle pianure lungo il fiume Songhua, nell'angolo più nord-orientale della Cina. Le zone più aride, come i versanti esposti a sud e le aree fortemente antropizzate (numerose nella regione) tendono ad ospitare un'associazione di Q. mongolica e B. dahurica, mentre aceri e betulle crescono nelle zone più umide. Nelle boscaglie e nel sottobosco delle foreste aperte più secche crescono arbusti spinosi come il ramno della Dauria (Rhamnus virgata), il biancospino (Crataegus pinnatifida) e la rosa della Dauria (Rosa davurica).

## Fauna
La foce del fiume Liao, dove sono tuttora presenti vaste zone umide, canneti e distese di sabbia e di fango, è caratterizzata da un'alta biodiversità. Qui la riserva naturale di Shuangtai Hekou (800 km²) protegge un sito di nidificazione per la gru della Manciuria (Grus japonensis) e il gabbiano di Saunders (Chroicocephalus saundersi), minacciati di estinzione. Le piane fangose intertidali costituiscono un'importante area di sosta per gli uccelli costieri che viaggiano lungo la rotta migratoria siberiano-australasiatica.
Sul monte Yiwulü, una zona collinare vicino alla pianura della Cina nord-orientale, una riserva naturale (114 km²) protegge una foresta simile a quella che probabilmente cresceva un tempo nella pianura sottostante. Qui, i boschi sono formati da un misto di specie di latifoglie decidue e di Pinus tabuliformis. Essi costituiscono probabilmente l'area boschiva più intatta della parte occidentale della provincia di Liaoning e potrebbero darci un esempio della vegetazione che in passato ricopriva la pianura.

## Popolazione
L'ecoregione della pianura della Cina nord-orientale è una delle aree storicamente più densamente popolate della Cina. Da millenni, le sue pianure alluvionali e le dolci colline sono state profondamente trasformate dall'insediamento umano e dalla pratica agricola intensiva. Fin dai tempi dell'impero Qing, questa regione – nota anche come «granaio della Manciuria» – è stata meta di importanti ondate migratorie provenienti dal resto della Cina, che hanno contribuito a incrementare la popolazione e a espandere la superficie coltivata.
Oggi, la pianura della Cina nord-orientale ospita alcune delle città e dei centri industriali più importanti del paese, come Shenyang, Changchun, Harbin, Anshan, Jilin e Dalian. L'espansione urbana e l'intensa attività agricola hanno portato quasi alla completa scomparsa delle foreste originarie di latifoglie, sostituite da risaie, campi di grano, mais, soia e sorgo, nonché da vasti appezzamenti destinati all'allevamento e all'industria alimentare.
La densità demografica è particolarmente elevata nelle aree pianeggianti e lungo le principali arterie fluviali, mentre le zone collinari e montuose restano relativamente meno abitate. In passato, la presenza delle grandi foreste forniva risorse essenziali (legname, erbe medicinali, cibo spontaneo), ma oggi la popolazione è in gran parte dipendente dalle coltivazioni e dai prodotti industriali. L'industrializzazione e la conversione delle foreste in aree agricole sono stati accompagnati anche da importanti interventi idraulici, come la costruzione di dighe e canali, che hanno ulteriormente modificato il paesaggio naturale e la distribuzione della popolazione.
Le comunità rurali sono storicamente costituite da villaggi e fattorie organizzati secondo le logiche dell'agricoltura collettivizzata, soprattutto durante il periodo maoista. Tuttavia, negli ultimi decenni si è assistito a una crescente urbanizzazione, con un progressivo abbandono delle campagne a favore dei grandi centri urbani e industriali. La migrazione interna ha accentuato la crescita delle città e favorito lo sviluppo di nuove infrastrutture, mentre le aree rurali hanno visto un progressivo invecchiamento della popolazione e un mutamento delle dinamiche sociali ed economiche.
La pressione esercitata dalla popolazione umana sull'ambiente naturale della pianura ha avuto conseguenze drastiche sulla biodiversità e sulla sopravvivenza delle foreste originarie. Oggi, i pochi frammenti di bosco superstiti sono spesso oggetto di progetti di riforestazione, conservazione e sviluppo sostenibile, ma la loro superficie resta minima rispetto all'estensione originaria. Le risorse idriche, in particolare le zone umide, restano di vitale importanza sia per la popolazione umana sia per la fauna selvatica, ma sono sottoposte a una forte competizione tra esigenze agricole, industriali ed ecologiche.
In sintesi, la pianura della Cina nord-orientale rappresenta un esempio emblematico di come lo sviluppo agricolo e industriale possa trasformare radicalmente un ecosistema forestale, e di come la presenza umana abbia plasmato – e continui a plasmare – il paesaggio, la biodiversità e le dinamiche sociali di un'intera regione.

## Conservazione
Le foreste decidue della pianura della Cina nord-orientale sono state rimpiazzate da terreni agricoli. Oggi, frammenti di foresta residua sopravvivono solamente nelle zone dove essa è stata protetta per motivi religiosi o nelle zone più impervie e inaccessibili.
Nella pianura della Cina nord-orientale si sta portando avanti il programma noto come Northeast Shelterbelt Project, un progetto di rimboschimento volto a proteggere i terreni agricoli riducendo la quantità di sabbia trasportata dai venti provenienti dalle colline di loess a ovest e aiutando i terreni agricoli a trattenere l'acqua. Il progetto rientra a far parte del più ampio programma della «grande muraglia verde» che si estenderà attraverso la Cina settentrionale a partire dal 2050. Sarebbe possibile ripiantare questa foresta in modo da promuovere il ripristino dell'ambiente originario, ma questo concetto non è stato ancora adottato dai pianificatori del progetto.